# Mistrzostwa Świata w Piłce Siatkowej Kobiet 2018
Mistrzostwa Świata w Piłce Siatkowej Kobiet 2018 – 18. turniej siatkarski mistrzostw świata, który odbywał się w Japonii. W turnieju brały udział 24 krajowe reprezentacje. Turniej rozgrywany był pod patronatem Międzynarodowej Federacji Piłki Siatkowej (FIVB).
Był to piąty w historii siatkarski mundial kobiet, rozgrywany w tym kraju. Wcześniej Japonia organizowała mistrzostwa świata kobiet w 2010, 2006, 1998 i 1967 oraz mistrzostwa mężczyzn w 2006 i 1998 roku. W turnieju jedynym debiutantem była reprezentacja Trynidadu i Tobago.
Mecze rozgrywane były w sześciu miastach-gospodarzach: Hamamatsu, Jokohamie, Kobe, Nagoi, Osace oraz Sapporo.

## Obiekty sportowe
| Jokohama          | Sapporo            | Kobe                              | JokohamaSapporoKobeHamamatsuNagojaOsaka Miasta-organizatorzy na mapie Japonii |
| ----------------- | ------------------ | --------------------------------- | ----------------------------------------------------------------------------- |
| Yokohama Arena    | Hokkai Kitayell    | Kobe Green Arena                  | JokohamaSapporoKobeHamamatsuNagojaOsaka Miasta-organizatorzy na mapie Japonii |
| Pojemność: 12 000 | Pojemność: 8000    | Pojemność: 6000                   | JokohamaSapporoKobeHamamatsuNagojaOsaka Miasta-organizatorzy na mapie Japonii |
|                   |                    |                                   | JokohamaSapporoKobeHamamatsuNagojaOsaka Miasta-organizatorzy na mapie Japonii |
| Hamamatsu         | Nagoja             | Osaka                             | JokohamaSapporoKobeHamamatsuNagojaOsaka Miasta-organizatorzy na mapie Japonii |
| Hamamatsu Arena   | Nippon Gaishi Hall | Osaka Municipal Central Gymnasium | JokohamaSapporoKobeHamamatsuNagojaOsaka Miasta-organizatorzy na mapie Japonii |
| Pojemność: 8200   | Pojemność: 10 000  | Pojemność: 8000                   | JokohamaSapporoKobeHamamatsuNagojaOsaka Miasta-organizatorzy na mapie Japonii |
|                   |                    |                                   | JokohamaSapporoKobeHamamatsuNagojaOsaka Miasta-organizatorzy na mapie Japonii |

## Uczestnicy

### Zakwalifikowane drużyny
| Drużyna           | Podstawa kwalifikacyjna                       | Strefa kwalifikacyjna | Data kwalifikacji    | Liczba występów do tej pory | Najlepszy wynik                                        |
| ----------------- | --------------------------------------------- | --------------------- | -------------------- | --------------------------- | ------------------------------------------------------ |
| Japonia           | gospodarz                                     | AVC                   | 25 sierpnia 2014     | 15                          | Mistrzostwo (1962, 1967, 1974)                         |
| Stany Zjednoczone | Mistrz świata 2014                            | NORCECA               | 12 października 2014 | 15                          | Mistrzostwo (2014)                                     |
| Rosja             | Zwycięzca grupy A                             | CEV                   | 3 czerwca 2017       | 16                          | Mistrzostwo (1952, 1956, 1960, 1970, 1990, 2006, 2010) |
| Serbia            | Zwycięzca grupy B                             | CEV                   | 28 maja 2017         | 4                           | 3. miejsce (2006)                                      |
| Turcja            | Zwycięzca grupy C                             | CEV                   | 4 czerwca 2017       | 3                           | 6. miejsce (2010)                                      |
| Włochy            | Zwycięzca grupy D                             | CEV                   | 4 czerwca 2017       | 10                          | Mistrzostwo (2002)                                     |
| Azerbejdżan       | Zwycięzca grupy E                             | CEV                   | 3 czerwca 2017       | 3                           | 10. miejsce (1994)                                     |
| Niemcy            | Zwycięzca grupy F                             | CEV                   | 4 czerwca 2017       | 14                          | 4. miejsce (1974, 1986)                                |
| Holandia          | Zwycięzca grupy G                             | CEV                   | 26 sierpnia 2017     | 13                          | 7. miejsce (1998)                                      |
| Bułgaria          | 2. miejsce grupy G                            | CEV                   | 26 sierpnia 2017     | 11                          | 4. miejsce (1952, 1962)                                |
| Chiny             | Zwycięzca grupy A                             | AVC                   | 23 września 2017     | 13                          | Mistrzostwo (1982, 1986)                               |
| Kazachstan        | 2. miejsce grupy A                            | AVC                   | 24 września 2017     | 3                           | 15. miejsce (2014)                                     |
| Korea Południowa  | Zwycięzca grupy B                             | AVC                   | 23 września 2017     | 11                          | 3. miejsce (1967, 1974)                                |
| Tajlandia         | 2. miejsce grupy B                            | AVC                   | 23 września 2017     | 4                           | 13. miejsce (2010)                                     |
| Brazylia          | Mistrz CSV 2017                               | CSV                   | 19 sierpnia 2017     | 15                          | 2. miejsce (1994, 2006, 2010)                          |
| Argentyna         | Zwycięzca kwalifikacji                        | CSV                   | 15 października 2017 | 5                           | 8. miejsce (1960)                                      |
| Dominikana        | Mistrzostwa NORCECA 2017 - 1. miejsce grupy A | NORCECA               | 14 października 2017 | 7                           | 5. miejsce (2014)                                      |
| Portoryko         | Mistrzostwa NORCECA 2017 - 2. miejsce grupy A | NORCECA               | 14 października 2017 | 6                           | 12. miejsce (2002)                                     |
| Kanada            | Mistrzostwa NORCECA 2017 - 1. miejsce grupy B | NORCECA               | 29 września 2017     | 8                           | 11. miejsce (1974, 1982)                               |
| Kuba              | Mistrzostwa NORCECA 2017 - 2. miejsce grupy B | NORCECA               | 29 września 2017     | 12                          | Mistrzostwo (1978, 1994, 1998)                         |
| Meksyk            | Mistrzostwa NORCECA 2017 - 1. miejsce grupy C | NORCECA               | 14 października 2017 | 7                           | 10. miejsce (1974)                                     |
| Trynidad i Tobago | Mistrzostwa NORCECA 2017 - 2. miejsce grupy C | NORCECA               | 14 października 2017 | debiutant                   | debiutant                                              |
| Kamerun           | Mistrz CAVB 2017                              | CAVB                  | 13 października 2017 | 2                           | 21. miejsce (2006, 2014)                               |
| Kenia             | Wicemistrz CAVB 2017                          | CAVB                  | 13 października 2017 | 5                           | 13. miejsce (1994, 1998)                               |

## Turniej

### Kwalifikacje
W kwalifikacjach do Mistrzostw Świata w Piłce Siatkowej Kobiet 2018 wzięło udział 119 drużyn z 5 Konfederacji. Kolejno: 15 w Azji i Oceanii, 16 w Afryce, 42 w Europie, 40 w Ameryce Północnej, Centralnej i Karaibach, 6 w Ameryce Południowej. Zostały one rozegrane od 15 maja 2016 do 15 października 2017.
- Europa (CEV) – 8 miejsc

- Ameryka Południowa (CSV) – 2 miejsca

- Ameryka Północna, Środkowa i Karaiby (NORCECA) – 6 miejsc

- Azja (AVC) – 4 miejsca (+ Japonia jako gospodarz → łącznie 5 miejsc)

- Afryka (CAVB) – 2 miejsca

## Losowanie
Ceremonia losowania pierwszej fazy grupowej miała miejsce podczas uroczystej gali, zorganizowanej 7 grudnia 2017 r. w Tokio losowanie grup siatkarskich MŚ odbyło się w takiej formule (zaczerpniętej z ceremonii losowania rozgrywek piłkarskich).
Pierwsze dwie pozycje w grupach przydzielono na podstawie rankingu FIVB z dnia 7 sierpnia 2017 r., stosując system serpentyny.
| Grupa A                              | Grupa B                  | Grupa C                             | Grupa D                     |
| ------------------------------------ | ------------------------ | ----------------------------------- | --------------------------- |
| - Japonia (gospodarz) - Holandia (8) | - Chiny (1) - Włochy (7) | - Stany Zjednoczone (2) - Rosja (5) | - Serbia (3) - Brazylia (4) |

Pozostałe cztery miejsca w grupach losowano według następującego podziału koszyków:
| Koszyk 1                                                                | Koszyk 2                                                        | Koszyk 3                                                          | Koszyk 4                                                        |
| ----------------------------------------------------------------------- | --------------------------------------------------------------- | ----------------------------------------------------------------- | --------------------------------------------------------------- |
| - Dominikana (9) - Korea Południowa (10) - Argentyna (11) - Turcja (12) | - Niemcy (13) - Portoryko (13) - Tajlandia (16) - Bułgaria (17) | - Kamerun (18) - Kanada (19) - Kazachstan (21) - Azerbejdżan (24) | - Kuba (25) - Meksyk (26) - Kenia (33) - Trynidad i Tobago (34) |

## System rozgrywek

### Pierwsza faza grupowa
24 drużyny zostały rozlosowane na 4 grupy po 6 drużyn w każdej.
Do drugiej fazy grupowej awansowały 4 najlepsze drużyny
| Grupa A (Jokohama) | Grupa B (Sapporo) | Grupa C (Kobe)    | Grupa D (Hamamatsu) |
| ------------------ | ----------------- | ----------------- | ------------------- |
| Japonia            | Chiny             | Stany Zjednoczone | Serbia              |
| Holandia           | Włochy            | Rosja             | Brazylia            |
| Argentyna          | Turcja            | Korea Południowa  | Dominikana          |
| Niemcy             | Bułgaria          | Tajlandia         | Portoryko           |
| Kamerun            | Kanada            | Azerbejdżan       | Kazachstan          |
| Meksyk             | Kuba              | Trynidad i Tobago | Kenia               |

### Druga faza grupowa
16 drużyn zostało podzielonych na 2 grupy po 8 drużyn w każdej.
Do trzeciej fazy grupowej awansowały 3 najlepsze drużyny z każdej grupy.
| Grupa E (Nagoja) | Grupa E (Nagoja) | Grupa F (Osaka) | Grupa F (Osaka) |
| ---------------- | ---------------- | --------------- | --------------- |
| A1               | D1               | B1              | C1              |
| A2               | D2               | B2              | C2              |
| A3               | D3               | B3              | C3              |
| A4               | D4               | B4              | C4              |

### Trzecia faza grupowa
6 drużyn zostało rozlosowane na 2 grupy po 3 drużyny w każdej.
Do półfinałów awansowały 2 najlepsze drużyny z każdych grup.
3 drużyna z każdej grupy zagrały mecz o 5. miejsce
| Grupa G (Nagoja) | Grupa H (Nagoja) |
| ---------------- | ---------------- |
| E1/F1            | E1/F1            |
| E2/F2            | E2/F2            |
| E3/F3            | E3/F3            |

### Faza finałowa
o 5. miejsce zagrały drużyny:
G3 – H3
Pary półfinałowe zostały utworzone według klucza:
- G1 – H2
- H1 – G2

Drużyny, które przegrały mecze półfinałowe, rozegrały mecz o 3. miejsce, natomiast zwycięzcy rywalizowali w finale o mistrzostwo świata.

## Rozgrywki

### Pierwsza faza grupowa

#### Grupa A
Jokohama
Tabela
| Lp. | Drużyna   | Pkt | Mecze | Mecze   | Mecze   | Sety | Sety | Sety  | Małe punkty | Małe punkty | Małe punkty |
| Lp. | Drużyna   | Pkt | M     | W (3:2) | P (2:3) | wyg. | prz. | ratio | zdob.       | str.        | ratio       |
| --- | --------- | --- | ----- | ------- | ------- | ---- | ---- | ----- | ----------- | ----------- | ----------- |
| 1   | Holandia  | 14  | 5     | 5 (1)   | 0 (0)   | 15   | 3    | 5.000 | 435         | 375         | 1.160       |
| 2   | Japonia   | 13  | 5     | 4 (0)   | 1 (1)   | 14   | 3    | 4.667 | 417         | 309         | 1.350       |
| 3   | Niemcy    | 9   | 5     | 3 (0)   | 2 (0)   | 10   | 6    | 1.667 | 401         | 351         | 1.142       |
| 4   | Meksyk    | 3   | 5     | 1 (0)   | 4 (0)   | 4    | 12   | 0.333 | 312         | 383         | 0.815       |
| 5   | Argentyna | 3   | 5     | 1 (0)   | 4 (0)   | 3    | 12   | 0.250 | 308         | 363         | 0.848       |
| 6   | Kamerun   | 3   | 5     | 1 (0)   | 4 (0)   | 3    | 13   | 0.231 | 294         | 386         | 0.762       |

Źródło: fivb.com
Punktacja: 3:0 i 3:1 – 3 pkt; 3:2 – 2 pkt; 2:3 – 1 pkt; 1:3 i 0:3 – 0 pkt
Zasady ustalania kolejności: 1. liczba punktów; 2. liczba zwycięstw; 3. stosunek setów; 4. stosunek małych punktów
     awans do drugiej rundy fazy grupowej
Wyniki
| Data  | Godz. | Drużyna 1 | Wynik | Drużyna 2 | 1     | 2     | 3     | 4     | 5     | Widzów | *      |
| ----- | ----- | --------- | ----- | --------- | ----- | ----- | ----- | ----- | ----- | ------ | ------ |
| 29.09 | 13:10 | Meksyk    | 1:3   | Kamerun   | 25:17 | 23:25 | 16:25 | 21:25 |       | 2750   | raport |
| 29.09 | 15:40 | Niemcy    | 1:3   | Holandia  | 25:22 | 21:25 | 22:25 | 30:32 |       | 4490   | raport |
| 29.09 | 19:20 | Argentyna | 0:3   | Japonia   | 15:25 | 13:25 | 12:25 |       |       | 8385   | raport |
|       |       |           |       |           |       |       |       |       |       |        |        |
| 30.09 | 13:40 | Kamerun   | 0:3   | Niemcy    | 14:25 | 10:25 | 16:25 |       |       | 1150   | raport |
| 30.09 | 16:10 | Argentyna | 0:3   | Meksyk    | 20:25 | 23:25 | 23:25 |       |       | 3530   | raport |
| 30.09 | 19:20 | Japonia   | 2:3   | Holandia  | 25:27 | 25:16 | 26:28 | 25:19 | 13:15 | 7800   | raport |
|       |       |           |       |           |       |       |       |       |       |        |        |
| 01.10 | 13:40 | Niemcy    | 3:0   | Argentyna | 25:21 | 34:32 | 25:18 |       |       | 1230   | raport |
| 01.10 | 16:10 | Holandia  | 3:0   | Kamerun   | 25:16 | 26:24 | 25:18 |       |       | 2450   | raport |
| 01.10 | 19:20 | Meksyk    | 0:3   | Japonia   | 15:25 | 15:25 | 15:25 |       |       | 7150   | raport |
|       |       |           |       |           |       |       |       |       |       |        |        |
| 03.10 | 13:40 | Argentyna | 0:3   | Holandia  | 17:25 | 17:25 | 22:25 |       |       | 1390   | raport |
| 03.10 | 16:10 | Meksyk    | 0:3   | Niemcy    | 19:25 | 17:25 | 22:25 |       |       | 3000   | raport |
| 03.10 | 19:20 | Japonia   | 3:0   | Kamerun   | 25:19 | 25:20 | 25:11 |       |       | 9850   | raport |
|       |       |           |       |           |       |       |       |       |       |        |        |
| 04.10 | 13:40 | Holandia  | 3:0   | Meksyk    | 25:19 | 25:14 | 25:16 |       |       | 1740   | raport |
| 04.10 | 16:10 | Kamerun   | 0:3   | Argentyna | 22:25 | 20:25 | 12:25 |       |       | 2070   | raport |
| 04.10 | 19:20 | Niemcy    | 0:3   | Japonia   | 25:27 | 20:25 | 24:26 |       |       | 10350  | raport |

#### Grupa B
Sapporo
Tabela
| Lp. | Drużyna  | Pkt | Mecze | Mecze   | Mecze   | Sety | Sety | Sety   | Małe punkty | Małe punkty | Małe punkty |
| Lp. | Drużyna  | Pkt | M     | W (3:2) | P (2:3) | wyg. | prz. | ratio  | zdob.       | str.        | ratio       |
| --- | -------- | --- | ----- | ------- | ------- | ---- | ---- | ------ | ----------- | ----------- | ----------- |
| 1   | Włochy   | 15  | 5     | 5 (0)   | 0 (0)   | 15   | 1    | 15.000 | 396         | 290         | 1.366       |
| 2   | Chiny    | 12  | 5     | 4 (0)   | 1 (0)   | 13   | 4    | 3.250  | 407         | 342         | 1.190       |
| 3   | Turcja   | 9   | 5     | 3 (0)   | 2 (0)   | 9    | 7    | 1.286  | 364         | 309         | 1.178       |
| 4   | Bułgaria | 6   | 5     | 2 (0)   | 3 (0)   | 7    | 10   | 0.700  | 361         | 383         | 0.943       |
| 5   | Kanada   | 3   | 5     | 1 (0)   | 4 (0)   | 4    | 13   | 0.308  | 332         | 401         | 0.828       |
| 6   | Kuba     | 0   | 5     | 0 (0)   | 5 (0)   | 2    | 15   | 0.133  | 279         | 414         | 0.674       |

Źródło: fivb.com
Punktacja: 3:0 i 3:1 – 3 pkt; 3:2 – 2 pkt; 2:3 – 1 pkt; 1:3 i 0:3 – 0 pkt
Zasady ustalania kolejności: 1. liczba punktów; 2. liczba zwycięstw; 3. stosunek setów; 4. stosunek małych punktów
     awans do drugiej rundy fazy grupowej
Wyniki
| Data  | Godz. | Drużyna 1 | Wynik | Drużyna 2 | 1     | 2     | 3     | 4     | 5 | Widzów | *      |
| ----- | ----- | --------- | ----- | --------- | ----- | ----- | ----- | ----- | - | ------ | ------ |
| 29.09 | 13:40 | Bułgaria  | 0:3   | Włochy    | 15:25 | 19:25 | 22:25 |       |   | 620    | raport |
| 29.09 | 16:10 | Turcja    | 3:0   | Kanada    | 25:18 | 25:13 | 25:15 |       |   | 1180   | raport |
| 29.09 | 19:20 | Chiny     | 3:0   | Kuba      | 25:12 | 25:23 | 25:14 |       |   | 1800   | raport |
|       |       |           |       |           |       |       |       |       |   |        |        |
| 30.09 | 13:40 | Kanada    | 0:3   | Włochy    | 15:25 | 15:25 | 18:25 |       |   | 750    | raport |
| 30.09 | 16:10 | Kuba      | 0:3   | Bułgaria  | 10:25 | 20:25 | 14:25 |       |   | 1050   | raport |
| 30.09 | 19:20 | Turcja    | 0:3   | Chiny     | 18:25 | 23:25 | 23:25 |       |   | 1600   | raport |
|       |       |           |       |           |       |       |       |       |   |        |        |
| 02.10 | 13:40 | Włochy    | 3:0   | Kuba      | 25:11 | 25:18 | 25:20 |       |   | 400    | raport |
| 02.10 | 16:10 | Bułgaria  | 0:3   | Turcja    | 17:25 | 23:25 | 12:25 |       |   | 500    | raport |
| 02.10 | 19:20 | Chiny     | 3:0   | Kanada    | 25:21 | 25:21 | 25:13 |       |   | 850    | raport |
|       |       |           |       |           |       |       |       |       |   |        |        |
| 03.10 | 13:40 | Turcja    | 0:3   | Włochy    | 19:25 | 21:25 | 12:25 |       |   | 400    | raport |
| 03.10 | 16:10 | Kanada    | 3:1   | Kuba      | 16:25 | 25:13 | 25:18 | 25:20 |   | 450    | raport |
| 03.10 | 19:20 | Chiny     | 3:1   | Bułgaria  | 22:25 | 25:22 | 25:14 | 25:17 |   | 900    | raport |
|       |       |           |       |           |       |       |       |       |   |        |        |
| 04.10 | 13:40 | Bułgaria  | 3:1   | Kanada    | 23:25 | 27:25 | 25:21 | 25:21 |   | 400    | raport |
| 04.10 | 16:10 | Kuba      | 1:3   | Turcja    | 15:25 | 14:25 | 25:23 | 7:25  |   | 750    | raport |
| 04.10 | 19:20 | Włochy    | 3:1   | Chiny     | 20:25 | 26:24 | 25:16 | 25:20 |   | 2200   | raport |

#### Grupa C
Kobe
Tabela
| Lp. | Drużyna           | Pkt | Mecze | Mecze   | Mecze   | Sety | Sety | Sety  | Małe punkty | Małe punkty | Małe punkty |
| Lp. | Drużyna           | Pkt | M     | W (3:2) | P (2:3) | wyg. | prz. | ratio | zdob.       | str.        | ratio       |
| --- | ----------------- | --- | ----- | ------- | ------- | ---- | ---- | ----- | ----------- | ----------- | ----------- |
| 1   | Stany Zjednoczone | 13  | 5     | 5 (2)   | 0 (0)   | 15   | 5    | 3.000 | 454         | 386         | 1.176       |
| 2   | Rosja             | 12  | 5     | 4 (1)   | 1 (1)   | 14   | 5    | 2.800 | 433         | 356         | 1.216       |
| 3   | Tajlandia         | 10  | 5     | 3 (1)   | 2 (2)   | 13   | 10   | 1.300 | 471         | 467         | 1.009       |
| 4   | Azerbejdżan       | 6   | 5     | 2 (0)   | 3 (0)   | 7    | 10   | 0.700 | 393         | 383         | 1.026       |
| 5   | Korea Południowa  | 4   | 5     | 1 (0)   | 4 (1)   | 7    | 12   | 0.583 | 400         | 426         | 0.939       |
| 6   | Trynidad i Tobago | 0   | 5     | 0 (0)   | 5 (0)   | 1    | 15   | 0.067 | 270         | 403         | 0.670       |

Źródło: fivb.com
Punktacja: 3:0 i 3:1 – 3 pkt; 3:2 – 2 pkt; 2:3 – 1 pkt; 1:3 i 0:3 – 0 pkt
Zasady ustalania kolejności: 1. liczba punktów; 2. liczba zwycięstw; 3. stosunek setów; 4. stosunek małych punktów
     awans do drugiej rundy fazy grupowej
Wyniki
| Data  | Godz. | Drużyna 1         | Wynik | Drużyna 2         | 1     | 2     | 3     | 4     | 5     | Widzów | *      |
| ----- | ----- | ----------------- | ----- | ----------------- | ----- | ----- | ----- | ----- | ----- | ------ | ------ |
| 29.09 | 13:40 | Rosja             | 3:0   | Trynidad i Tobago | 25:21 | 25:11 | 25:12 |       |       | 320    | raport |
| 29.09 | 16:10 | Azerbejdżan       | 0:3   | Stany Zjednoczone | 27:29 | 21:25 | 21:25 |       |       | 830    | raport |
| 29.09 | 19:20 | Korea Południowa  | 2:3   | Tajlandia         | 25:18 | 22:25 | 19:25 | 25:13 | 11:15 | 900    | raport |
|       |       |                   |       |                   |       |       |       |       |       |        |        |
| 30.09 | 13:40 | Stany Zjednoczone | 3:0   | Trynidad i Tobago | 25:11 | 25:11 | 25:11 |       |       | 420    | raport |
| 30.09 | 16:10 | Azerbejdżan       | 3:1   | Korea Południowa  | 25:18 | 25:18 | 23:25 | 25:18 |       | 410    | raport |
| 30.09 | 19:20 | Tajlandia         | 2:3   | Rosja             | 25:21 | 25:17 | 13:25 | 21:25 | 9:15  | 260    | raport |
|       |       |                   |       |                   |       |       |       |       |       |        |        |
| 02.10 | 13:40 | Rosja             | 3:0   | Azerbejdżan       | 25:21 | 25:21 | 25:22 |       |       | 290    | raport |
| 02.10 | 16:10 | Trynidad i Tobago | 1:3   | Tajlandia         | 17:25 | 17:25 | 25:23 | 11:25 |       | 370    | raport |
| 02.10 | 19:20 | Stany Zjednoczone | 3:1   | Korea Południowa  | 19:25 | 25:21 | 25:21 | 25:18 |       | 580    | raport |
|       |       |                   |       |                   |       |       |       |       |       |        |        |
| 03.10 | 13:40 | Azerbejdżan       | 3:0   | Trynidad i Tobago | 29:27 | 25:16 | 25:17 |       |       | 170    | raport |
| 03.10 | 16:10 | Korea Południowa  | 0:3   | Rosja             | 23:25 | 20:25 | 15:25 |       |       | 420    | raport |
| 03.10 | 19:20 | Tajlandia         | 2:3   | Stany Zjednoczone | 17:25 | 16:25 | 25:23 | 25:21 | 11:15 | 550    | raport |
|       |       |                   |       |                   |       |       |       |       |       |        |        |
| 04.10 | 13:40 | Trynidad i Tobago | 0:3   | Korea Południowa  | 24:26 | 16:25 | 23:25 |       |       | 230    | raport |
| 04.10 | 16:10 | Tajlandia         | 3:1   | Azerbejdżan       | 25:22 | 15:25 | 25:19 | 25:17 |       | 470    | raport |
| 04.10 | 19:20 | Rosja             | 2:3   | Stany Zjednoczone | 25:19 | 20:25 | 24:26 | 25:12 | 11:15 | 1850   | raport |

#### Grupa D
Hamamatsu
Tabela
| Lp. | Drużyna    | Pkt | Mecze | Mecze   | Mecze   | Sety | Sety | Sety  | Małe punkty | Małe punkty | Małe punkty |
| Lp. | Drużyna    | Pkt | M     | W (3:2) | P (2:3) | wyg. | prz. | ratio | zdob.       | str.        | ratio       |
| --- | ---------- | --- | ----- | ------- | ------- | ---- | ---- | ----- | ----------- | ----------- | ----------- |
| 1   | Serbia     | 15  | 5     | 5 (0)   | 0 (0)   | 15   | 0    | MAX   | 377         | 262         | 1.439       |
| 2   | Brazylia   | 12  | 5     | 4 (0)   | 1 (0)   | 12   | 3    | 4.000 | 360         | 259         | 1.390       |
| 3   | Dominikana | 9   | 5     | 3 (0)   | 2 (0)   | 9    | 6    | 1.500 | 341         | 292         | 1.168       |
| 4   | Portoryko  | 6   | 5     | 2 (0)   | 3 (0)   | 6    | 9    | 0.667 | 318         | 344         | 0.924       |
| 5   | Kenia      | 3   | 5     | 1 (0)   | 4 (0)   | 3    | 12   | 0.250 | 231         | 366         | 0.631       |
| 6   | Kazachstan | 0   | 5     | 0 (0)   | 5 (0)   | 0    | 15   | 0.000 | 271         | 375         | 0.723       |

Źródło: fivb.com
Punktacja: 3:0 i 3:1 – 3 pkt; 3:2 – 2 pkt; 2:3 – 1 pkt; 1:3 i 0:3 – 0 pkt
Zasady ustalania kolejności: 1. liczba punktów; 2. liczba zwycięstw; 3. stosunek setów; 4. stosunek małych punktów
     awans do drugiej rundy fazy grupowej
Wyniki
| Data  | Godz. | Drużyna 1  | Wynik | Drużyna 2  | 1     | 2     | 3     | 4 | 5 | Widzów | *      |
| ----- | ----- | ---------- | ----- | ---------- | ----- | ----- | ----- | - | - | ------ | ------ |
| 29.09 | 13:40 | Portoryko  | 0:3   | Brazylia   | 25:27 | 12:25 | 7:25  |   |   | 1100   | raport |
| 29.09 | 16:10 | Dominikana | 0:3   | Serbia     | 17:25 | 20:25 | 22:25 |   |   | 1250   | raport |
| 29.09 | 19:20 | Kazachstan | 0:3   | Kenia      | 23:25 | 22:25 | 21:25 |   |   | 650    | raport |
|       |       |            |       |            |       |       |       |   |   |        |        |
| 30.09 | 13:40 | Brazylia   | 3:0   | Dominikana | 25:15 | 25:20 | 25:22 |   |   | 1550   | raport |
| 30.09 | 16:10 | Kazachstan | 0:3   | Portoryko  | 21:25 | 15:25 | 22:25 |   |   | 850    | raport |
| 30.09 | 19:20 | Kenia      | 0:3   | Serbia     | 16:25 | 9:25  | 8:25  |   |   | 350    | raport |
|       |       |            |       |            |       |       |       |   |   |        |        |
| 01.10 | 13:40 | Dominikana | 3:0   | Kazachstan | 25:22 | 25:15 | 25:19 |   |   | 300    | raport |
| 01.10 | 16:10 | Portoryko  | 3:0   | Kenia      | 25:20 | 25:22 | 25:15 |   |   | 700    | raport |
| 01.10 | 19:20 | Serbia     | 3:0   | Brazylia   | 25:21 | 25:18 | 25:19 |   |   | 1500   | raport |
|       |       |            |       |            |       |       |       |   |   |        |        |
| 03.10 | 13:40 | Portoryko  | 0:3   | Dominikana | 22:25 | 17:25 | 20:25 |   |   | 975    | raport |
| 03.10 | 16:10 | Kazachstan | 0:3   | Serbia     | 18:25 | 16:25 | 13:25 |   |   | 350    | raport |
| 03.10 | 19:20 | Kenia      | 0:3   | Brazylia   | 13:25 | 10:25 | 16:25 |   |   | 675    | raport |
|       |       |            |       |            |       |       |       |   |   |        |        |
| 04.10 | 13:40 | Serbia     | 3:0   | Portoryko  | 25:23 | 25:17 | 27:25 |   |   | 280    | raport |
| 04.10 | 16:10 | Dominikana | 3:0   | Kenia      | 25:5  | 25:7  | 25:15 |   |   | 380    | raport |
| 04.10 | 19:20 | Brazylia   | 3:0   | Kazachstan | 25:11 | 25:20 | 25:13 |   |   | 540    | raport |

### Druga faza grupowa

#### Grupa E
Nagoja
Tabela
| Lp. | Drużyna    | Pkt | Mecze | Mecze   | Mecze   | Sety | Sety | Sety  | Małe punkty | Małe punkty | Małe punkty |
| Lp. | Drużyna    | Pkt | M     | W (3:2) | P (2:3) | wyg. | prz. | ratio | zdob.       | str.        | ratio       |
| --- | ---------- | --- | ----- | ------- | ------- | ---- | ---- | ----- | ----------- | ----------- | ----------- |
| 1   | Holandia   | 24  | 9     | 8 (1)   | 1 (1)   | 26   | 6    | 4.333 | 756         | 634         | 1.192       |
| 2   | Japonia    | 22  | 9     | 7 (1)   | 2 (2)   | 25   | 9    | 2.778 | 805         | 670         | 1.201       |
| 3   | Serbia     | 21  | 9     | 7 (0)   | 2 (0)   | 22   | 6    | 3.667 | 669         | 532         | 1.258       |
| 4   | Brazylia   | 20  | 9     | 7 (2)   | 2 (1)   | 23   | 11   | 2.091 | 790         | 650         | 1.215       |
| 5   | Dominikana | 16  | 9     | 5 (0)   | 4 (1)   | 17   | 12   | 1.417 | 646         | 576         | 1.122       |
| 6   | Niemcy     | 14  | 9     | 5 (1)   | 4 (0)   | 16   | 15   | 1.067 | 714         | 714         | 1.000       |
| 7   | Portoryko  | 9   | 9     | 3 (0)   | 6 (0)   | 10   | 19   | 0.526 | 615         | 678         | 0.907       |
| 8   | Meksyk     | 3   | 9     | 1 (0)   | 8 (0)   | 6    | 24   | 0.250 | 569         | 724         | 0.786       |

Źródło: fivb.com
Punktacja: 3:0 i 3:1 – 3 pkt; 3:2 – 2 pkt; 2:3 – 1 pkt; 1:3 i 0:3 – 0 pkt
Zasady ustalania kolejności: 1. liczba punktów; 2. liczba zwycięstw; 3. stosunek setów; 4. stosunek małych punktów
     Awans do trzeciej rundy fazy grupowej
Wyniki
| Data  | Godz. | Drużyna 1 | Wynik | Drużyna 2  | 1     | 2     | 3     | 4     | 5     | Widzów | *      |
| ----- | ----- | --------- | ----- | ---------- | ----- | ----- | ----- | ----- | ----- | ------ | ------ |
| 07.10 | 10:40 | Meksyk    | 0:3   | Serbia     | 19:25 | 17:25 | 15:25 |       |       | 1000   | raport |
| 07.10 | 13:25 | Niemcy    | 3:2   | Brazylia   | 14:25 | 19:25 | 32:30 | 25:19 | 17:15 | 3000   | raport |
| 07.10 | 16:10 | Holandia  | 3:0   | Portoryko  | 25:16 | 25:15 | 25:20 |       |       | 4000   | raport |
| 07.10 | 19:20 | Japonia   | 3:2   | Dominikana | 25:17 | 28:26 | 22:25 | 25:27 | 15:11 | 8000   | raport |
|       |       |           |       |            |       |       |       |       |       |        |        |
| 08.10 | 10:40 | Niemcy    | 0:3   | Serbia     | 14:25 | 20:25 | 20:25 |       |       | 500    | raport |
| 08.10 | 13:25 | Meksyk    | 1:3   | Brazylia   | 25:23 | 23:25 | 13:25 | 19:25 |       | 1500   | raport |
| 08.10 | 16:10 | Holandia  | 3:0   | Dominikana | 25:19 | 25:16 | 25:14 |       |       | 2500   | raport |
| 08.10 | 19:20 | Japonia   | 3:0   | Portoryko  | 25:22 | 25:14 | 25:18 |       |       | 8000   | raport |
|       |       |           |       |            |       |       |       |       |       |        |        |
| 10.10 | 10:40 | Meksyk    | 0:3   | Dominikana | 13:25 | 18:25 | 15:25 |       |       | 300    | raport |
| 10.10 | 13:25 | Holandia  | 2:3   | Brazylia   | 25:21 | 18:25 | 27:25 | 19:25 | 7:15  | 400    | raport |
| 10.10 | 16:10 | Niemcy    | 3:1   | Portoryko  | 25:23 | 25:27 | 29:27 | 25:22 |       | 600    | raport |
| 10.10 | 19:20 | Japonia   | 3:1   | Serbia     | 15:25 | 25:23 | 25:23 | 25:23 |       | 3000   | raport |
|       |       |           |       |            |       |       |       |       |       |        |        |
| 11.10 | 10:40 | Meksyk    | 1:3   | Portoryko  | 17:25 | 19:25 | 25:18 | 19:25 |       | 300    | raport |
| 11.10 | 13:25 | Niemcy    | 0:3   | Dominikana | 12:25 | 19:25 | 17:25 |       |       | 400    | raport |
| 11.10 | 16:10 | Holandia  | 3:0   | Serbia     | 25:16 | 25:12 | 25:20 |       |       | 1000   | raport |
| 11.10 | 19:20 | Japonia   | 2:3   | Brazylia   | 25:23 | 25:16 | 26:28 | 21:25 | 11:15 | 8000   | raport |

#### Grupa F
Osaka
Tabela
| Lp. | Drużyna           | Pkt | Mecze | Mecze   | Mecze   | Sety | Sety | Sety  | Małe punkty | Małe punkty | Małe punkty |
| Lp. | Drużyna           | Pkt | M     | W (3:2) | P (2:3) | wyg. | prz. | ratio | zdob.       | str.        | ratio       |
| --- | ----------------- | --- | ----- | ------- | ------- | ---- | ---- | ----- | ----------- | ----------- | ----------- |
| 1   | Włochy            | 27  | 9     | 9 (0)   | 0 (0)   | 27   | 3    | 9.000 | 738         | 538         | 1.372       |
| 2   | Chiny             | 24  | 9     | 8 (0)   | 1 (0)   | 25   | 5    | 5.000 | 732         | 605         | 1.210       |
| 3   | Stany Zjednoczone | 19  | 9     | 7 (2)   | 2 (0)   | 22   | 11   | 2.000 | 743         | 658         | 1.129       |
| 4   | Rosja             | 18  | 9     | 6 (1)   | 3 (1)   | 22   | 12   | 1.833 | 776         | 682         | 1.138       |
| 5   | Turcja            | 15  | 9     | 5 (0)   | 4 (0)   | 15   | 15   | 1.000 | 663         | 633         | 1.047       |
| 6   | Tajlandia         | 11  | 9     | 3 (1)   | 6 (3)   | 16   | 22   | 0.727 | 776         | 826         | 0.939       |
| 7   | Bułgaria          | 11  | 9     | 4 (1)   | 5 (0)   | 14   | 18   | 0.778 | 674         | 722         | 0.934       |
| 8   | Azerbejdżan       | 6   | 9     | 2 (0)   | 7 (0)   | 8    | 22   | 0.364 | 630         | 706         | 0.892       |

Źródło: fivb.com
Punktacja: 3:0 i 3:1 – 3 pkt; 3:2 – 2 pkt; 2:3 – 1 pkt; 1:3 i 0:3 – 0 pkt
Zasady ustalania kolejności: 1. liczba punktów; 2. liczba zwycięstw; 3. stosunek setów; 4. stosunek małych punktów
     Awans do trzeciej rundy fazy grupowej
Wyniki'
| Data  | Godz. | Drużyna 1 | Wynik | Drużyna 2         | 1     | 2     | 3     | 4     | 5     | Widzów | *      |
| ----- | ----- | --------- | ----- | ----------------- | ----- | ----- | ----- | ----- | ----- | ------ | ------ |
| 07.10 | 10:40 | Turcja    | 0:3   | Rosja             | 15:25 | 17:25 | 16:25 |       |       | 600    | raport |
| 07.10 | 13:25 | Bułgaria  | 0:3   | Stany Zjednoczone | 16:25 | 17:25 | 11:25 |       |       | 650    | raport |
| 07.10 | 16:10 | Włochy    | 3:0   | Azerbejdżan       | 25:12 | 25:19 | 25:10 |       |       | 930    | raport |
| 07.10 | 19:20 | Chiny     | 3:0   | Tajlandia         | 28:26 | 25:20 | 25:23 |       |       | 1350   | raport |
|       |       |           |       |                   |       |       |       |       |       |        |        |
| 08.10 | 10:40 | Bułgaria  | 1:3   | Rosja             | 21:25 | 20:25 | 25:23 | 19:25 |       | 600    | raport |
| 08.10 | 13:25 | Turcja    | 0:3   | Stany Zjednoczone | 21:25 | 17:25 | 18:25 |       |       | 800    | raport |
| 08.10 | 16:10 | Chiny     | 3:0   | Azerbejdżan       | 25:17 | 25:16 | 25:17 |       |       | 1100   | raport |
| 08.10 | 19:20 | Tajlandia | 0:3   | Włochy            | 15:25 | 12:25 | 15:25 |       |       | 850    | raport |
|       |       |           |       |                   |       |       |       |       |       |        |        |
| 10.10 | 10:40 | Turcja    | 3:1   | Azerbejdżan       | 26:24 | 25:17 | 22:25 | 25:21 |       | 200    | raport |
| 10.10 | 13:25 | Bułgaria  | 3:2   | Tajlandia         | 25:18 | 22:25 | 18:25 | 25:22 | 19:17 | 300    | raport |
| 10.10 | 16:10 | Włochy    | 3:1   | Rosja             | 22:25 | 25:20 | 25:18 | 25:22 |       | 480    | raport |
| 10.10 | 19:20 | Chiny     | 3:0   | Stany Zjednoczone | 25:17 | 26:24 | 25:18 |       |       | 1100   | raport |
|       |       |           |       |                   |       |       |       |       |       |        |        |
| 11.10 | 10:40 | Bułgaria  | 3:0   | Azerbejdżan       | 25:19 | 25:20 | 25:20 |       |       | 160    | raport |
| 11.10 | 13:25 | Turcja    | 3:1   | Tajlandia         | 22:25 | 25:20 | 25:22 | 25:20 |       | 360    | raport |
| 11.10 | 16:10 | Włochy    | 3:1   | Stany Zjednoczone | 25:16 | 25:23 | 20:25 | 25:16 |       | 480    | raport |
| 11.10 | 19:20 | Chiny     | 3:1   | Rosja             | 25:22 | 21:25 | 25:23 | 25:15 |       | 950    | raport |

### Trzecia faza grupowa

#### Grupa G
Nagoja
Tabela
| Lp. | Drużyna | Pkt | Mecze | Mecze   | Mecze   | Sety | Sety | Sety  | Małe punkty | Małe punkty | Małe punkty |
| Lp. | Drużyna | Pkt | M     | W (3:2) | P (2:3) | wyg. | prz. | ratio | zdob.       | str.        | ratio       |
| --- | ------- | --- | ----- | ------- | ------- | ---- | ---- | ----- | ----------- | ----------- | ----------- |
| 1   | Serbia  | 6   | 2     | 2 (0)   | 0 (0)   | 6    | 1    | 6.000 | 173         | 148         | 1.169       |
| 2   | Włochy  | 2   | 2     | 1 (1)   | 1 (0)   | 4    | 5    | 0.800 | 194         | 202         | 0.960       |
| 3   | Japonia | 1   | 2     | 0 (0)   | 2 (1)   | 2    | 6    | 0.333 | 164         | 181         | 0.906       |

Źródło: fivb.com
Punktacja: 3:0 i 3:1 – 3 pkt; 3:2 – 2 pkt; 2:3 – 1 pkt; 1:3 i 0:3 – 0 pkt
Zasady ustalania kolejności: 1. liczba punktów; 2. liczba zwycięstw; 3. stosunek setów; 4. stosunek małych punktów
     Awans do fazy finałowej
Wyniki
| Data  | Godz. | Drużyna 1 | Wynik | Drużyna 2 | 1     | 2     | 3     | 4     | 5     | Widzów | *      |
| ----- | ----- | --------- | ----- | --------- | ----- | ----- | ----- | ----- | ----- | ------ | ------ |
| 14.10 | 19:20 | Japonia   | 0:3   | Serbia    | 19:25 | 18:25 | 23:25 |       |       | 8000   | raport |
| 15.10 | 19:20 | Włochy    | 3:2   | Japonia   | 25:20 | 22:25 | 25:21 | 19:25 | 15:13 | 8000   | raport |
| 16.10 | 16:10 | Włochy    | 1:3   | Serbia    | 21:25 | 19:25 | 25:23 | 23:25 |       | 500    | raport |

#### Grupa H
Nagoja
Tabela
| Lp. | Drużyna           | Pkt | Mecze | Mecze   | Mecze   | Sety | Sety | Sety  | Małe punkty | Małe punkty | Małe punkty |
| Lp. | Drużyna           | Pkt | M     | W (3:2) | P (2:3) | wyg. | prz. | ratio | zdob.       | str.        | ratio       |
| --- | ----------------- | --- | ----- | ------- | ------- | ---- | ---- | ----- | ----------- | ----------- | ----------- |
| 1   | Chiny             | 5   | 2     | 2 (1)   | 0 (0)   | 6    | 3    | 2.000 | 202         | 177         | 1.141       |
| 2   | Holandia          | 2   | 2     | 1 (1)   | 1 (0)   | 4    | 5    | 0.800 | 183         | 201         | 0.910       |
| 3   | Stany Zjednoczone | 2   | 2     | 0 (0)   | 2 (2)   | 4    | 6    | 0.667 | 207         | 214         | 0.967       |

Źródło: fivb.com
Punktacja: 3:0 i 3:1 – 3 pkt; 3:2 – 2 pkt; 2:3 – 1 pkt; 1:3 i 0:3 – 0 pkt
Zasady ustalania kolejności: 1. liczba punktów; 2. liczba zwycięstw; 3. stosunek setów; 4. stosunek małych punktów
     Awans do fazy finałowej
Wyniki
| Data  | Godz. | Drużyna 1 | Wynik | Drużyna 2         | 1     | 2     | 3     | 4     | 5    | Widzów | *      |
| ----- | ----- | --------- | ----- | ----------------- | ----- | ----- | ----- | ----- | ---- | ------ | ------ |
| 14.10 | 16:10 | Chiny     | 3:2   | Stany Zjednoczone | 25:22 | 19:25 | 20:25 | 25:23 | 15:9 | 3500   | raport |
| 15.10 | 16:10 | Holandia  | 3:2   | Stany Zjednoczone | 30:32 | 15:25 | 25:22 | 25:15 | 15:9 | 1500   | raport |
| 16.10 | 19:20 | Holandia  | 1:3   | Chiny             | 25:23 | 13:25 | 18:25 | 17:25 |      | 750    | raport |

### Faza finałowa

#### Mecz o 5. miejsce
Źródło:
 Jokohama
| Data  | Godz. | Drużyna 1 | Wynik | Drużyna 2         | 1     | 2     | 3     | 4     | 5 | Widzów | *      |
| ----- | ----- | --------- | ----- | ----------------- | ----- | ----- | ----- | ----- | - | ------ | ------ |
| 19.10 | 19:20 | Japonia   | 1:3   | Stany Zjednoczone | 23:25 | 16:25 | 25:23 | 23:25 |   | 11500  | raport |

#### Półfinały
Źródło:
 Jokohama
| Data  | Godz. | Drużyna 1 | Wynik | Drużyna 2 | 1     | 2     | 3     | 4     | 5     | Widzów | *      |
| ----- | ----- | --------- | ----- | --------- | ----- | ----- | ----- | ----- | ----- | ------ | ------ |
| 19.10 | 13:40 | Serbia    | 3:1   | Holandia  | 25:22 | 26:28 | 25:19 | 25:23 |       | 6450   | raport |
| 19.10 | 16:10 | Chiny     | 2:3   | Włochy    | 18:25 | 25:21 | 16:25 | 31:29 | 15:17 | 7600   | raport |

#### Mecz o 3. miejsce
Źródło:
 Jokohama
| Data  | Godz. | Drużyna 1 | Wynik | Drużyna 2 | 1     | 2     | 3     | 4 | 5 | Widzów | *      |
| ----- | ----- | --------- | ----- | --------- | ----- | ----- | ----- | - | - | ------ | ------ |
| 20.10 | 17:20 | Holandia  | 0:3   | Chiny     | 22:25 | 19:25 | 14:25 |   |   | 11000  | raport |

#### Finał
Źródło:
 Jokohama
| Data  | Godz. | Drużyna 1 | Wynik | Drużyna 2 | 1     | 2     | 3     | 4     | 5     | Widzów | *      |
| ----- | ----- | --------- | ----- | --------- | ----- | ----- | ----- | ----- | ----- | ------ | ------ |
| 20.10 | 19:40 | Serbia    | 3:2   | Włochy    | 21:25 | 25:14 | 23:25 | 25:19 | 15:12 | 11500  | raport |

## Nagrody indywidualne
| MVP             | Najlepsza atakująca | Najlepsze środkowe  | Najlepsza rozgrywająca | Najlepsze przyjmujące | Najlepsza libero  |
| --------------- | ------------------- | ------------------- | ---------------------- | --------------------- | ----------------- |
| Tijana Bošković | Paola Egonu         | Yan Ni Milena Rašić | Ofelia Malinov         | Miriam Sylla Zhu Ting | Monica De Gennaro |

## Klasyfikacja końcowa
Źródło:
| Miejsce                  | Reprezentacja     |
| ------------------------ | ----------------- |
| złoto                    | Serbia            |
| srebro                   | Włochy            |
| brąz                     | Chiny             |
| 4.                       | Holandia          |
| 5.                       | Stany Zjednoczone |
| 6.                       | Japonia           |
| Wyeliminowane w II fazie |                   |
| 7.                       | Brazylia          |
| 8.                       | Rosja             |
| 9.                       | Dominikana        |
| 10.                      | Turcja            |
| 11.                      | Niemcy            |
| 12.                      | Bułgaria          |
| 13.                      | Tajlandia         |
| 14.                      | Portoryko         |
| 15.                      | Azerbejdżan       |
| 16.                      | Meksyk            |
| Wyeliminowane w I fazie  |                   |
| 17.                      | Korea Południowa  |
| 18.                      | Kanada            |
| 19.                      | Argentyna         |
| 20.                      | Kenia             |
| 21.                      | Kamerun           |
| 22.                      | Kuba              |
| 23.                      | Trynidad i Tobago |
| 24.                      | Kazachstan        |